# Guerra anglo-spagnola (1655-1660)
La guerra anglo-spagnola dal 1655 al 1660 fu un conflitto militare fra il Commonwealth d'Inghilterra (alleato al Regno di Francia) ed il Regno di Spagna. Esso fu scatenato, da parte inglese, per motivi di carattere economico e con accenti di carattere religioso e terminò nel settembre del 1660. Con la conclusione del conflitto l'Inghilterra si assicurò il possesso dell'isola di Giamaica, della città portuale di Dunkerque sul canale della Manica e della fortezza di Mardyck. Questo conflitto può essere considerato, almeno per quanto riguarda il teatro di guerra europeo, parte della guerra franco spagnola dal 1635 al 1659.

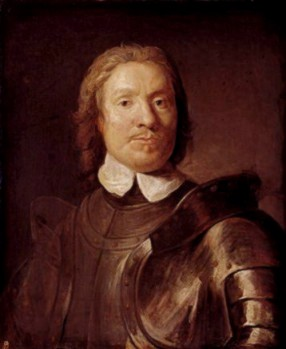
Oliver Cromwell

## Antefatti
Dopo la fine della prima guerra anglo-olandese (1652 – 1654) il futuro Lord Protettore d'Inghilterra Oliver Cromwell volse la sua attenzione ai nemici tradizionali dell'Inghilterra, Francia e Spagna, cercando di approfittare del conflitto fra i due, impegnati fin dal 1635 nella guerra franco-spagnola. Sebbene egli fosse convinto che la volontà di Dio era l'affermazione del protestantesimo come religione prevalente in Europa, egli perseguì una politica estera pragmatica e realistica, alleandosi con la Francia cattolica contro la Spagna, anch'essa cattolica. In sostanza, dichiarando guerra alla Spagna, egli contava sul ritorno alla politica di opportunismo mercantile già perseguita ai tempi della regina Elisabetta e successivamente abbandonata dagli Stuart. L'attacco alle rotte commerciali e di trasporto di tesori della Spagna ricorda i successi di Francis Drake e di Walter Raleigh e non è un caso se le gesta dei due corsari si diffusero con la stampa di quegli anni. C'era comunque un'importante differenza: oltre all'argento e l'oro stava spuntando un nuovo tesoro: lo zucchero, il che significava occupazione di terre, un passo più avanti rispetto alle attività occasionali della pirateria perseguite ai tempi di Elisabetta.
Si decise quindi di utilizzare la flotta militare costruita durante la guerra civile inglese per attaccare l'impero coloniale spagnolo nelle Americhe. Obiettivo degli inglesi, che fino ad allora erano principalmente coinvolti nella pirateria, era soprattutto quello della conquista di punti d'appoggio nei Caraibi, allora controllati dalla Spagna.

## Svolgimento della guerra

### La guerra navale all'ovest

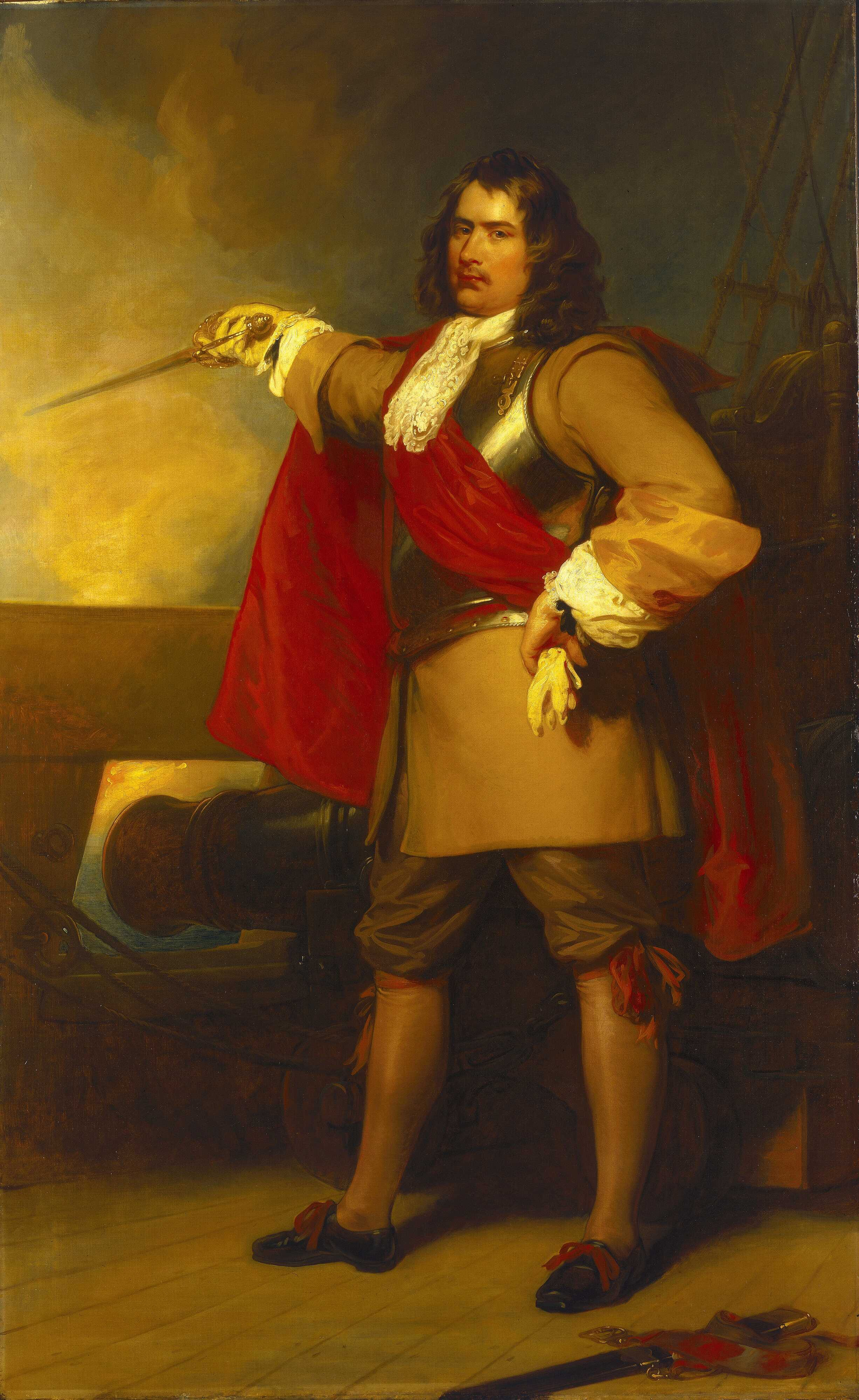
Robert Blake nel dipinto General at Sea di Henry Perronet Briggs, 1829

Durante la guerra l'ammiraglio Robert Blake bloccò il porto di Cadice ed uno dei suoi comandanti, Richard Stayner, nel 1655 distrusse gran parte della flotta spagnola delle Indie ed un galeone carico fu arrembato e catturato.
Nel maggio del 1655 una flotta di invasione al comando dell'ammiraglio ammiraglio sir William Penn (1621 – 1670) fu inviata nell'America centrale.
Essa trasportava più di 3 000 fanti di marina al comando del generale Robert Venables, forza che fu accresciuta successivamente nelle isole Barbados, Montserrat, Saint Kitts e Nevis.
Sebbene Cromwell fosse inizialmente interessato ad una conquista dell'isola di Hispaniola, ai comandanti della spedizione fu concessa piena autonomia nel determinare le loro priorità secondo le circostanze che si sarebbero verificate al loro arrivo. Furono prese in considerazione varie possibilità, compreso uno sbarco in Guatemala o sull'isola di Cuba. Penn e Venables scartarono queste ipotesi e tentarono di ripetere l'attacco che sir Francis Drake aveva portato a Santo Domingo sull'isola di Hispaniola (1585), ma questo non sortì alcun esito positivo per la flotta inglese, in quanto nel frattempo gli spagnoli avevano rafforzato ampiamente le loro difese in vista degli attacchi portati dagli olandesi ad inizio del secolo.
Indebolita dalle febbri la forza di invasione inglese fece vela verso la Giamaica, priva di fortificazioni difensive spagnole e la occupò. Questa occupazione fu definitiva.

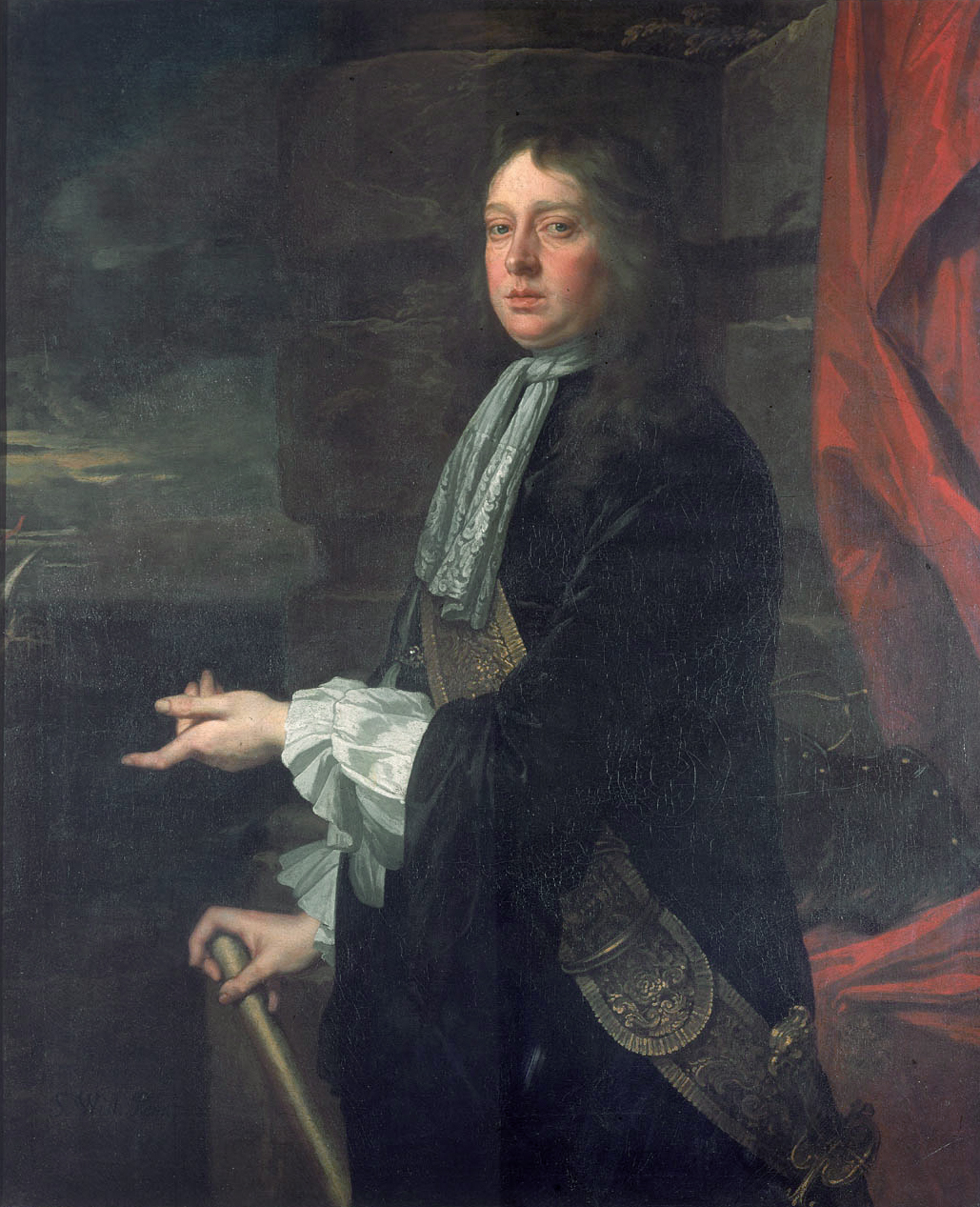
L'Ammiraglio Sir William Penn dipinto da Sir Peter Lely, (1665–1666)

Nel 1657 il governatore inglese della Giamaica offrì ai pirati il porto di Port Royal come base quale contropartita al sostegno della guerra contro gli spagnoli.
Il 20 aprile del medesimo anno l'ammiraglio Blake distrusse una flotta spagnola di diciassette navi nella baia di Santa Cruz de Tenerife, nell'isola di Tenerife, perdendo una sola nave delle sue nonostante che si trovasse sotto il fuoco intenso dei cannoni delle batterie costiere e la marea non gli fosse favorevole ad una battaglia. In tal modo la flotta spagnola delle Indie si trovò in balìa del blocco navale inglese.
Negli anni 1657 e 1658 gli spagnoli tentarono di riconquistare la Giamaica partendo dall'isola di Cuba ma furono sconfitti nelle battaglie di Ocho Rios e di Río Nuevo.
Il tentativo da parte inglese di occupare anche l'isola di Hispaniola tuttavia non ebbe successo.

### L'alleanza con la Francia

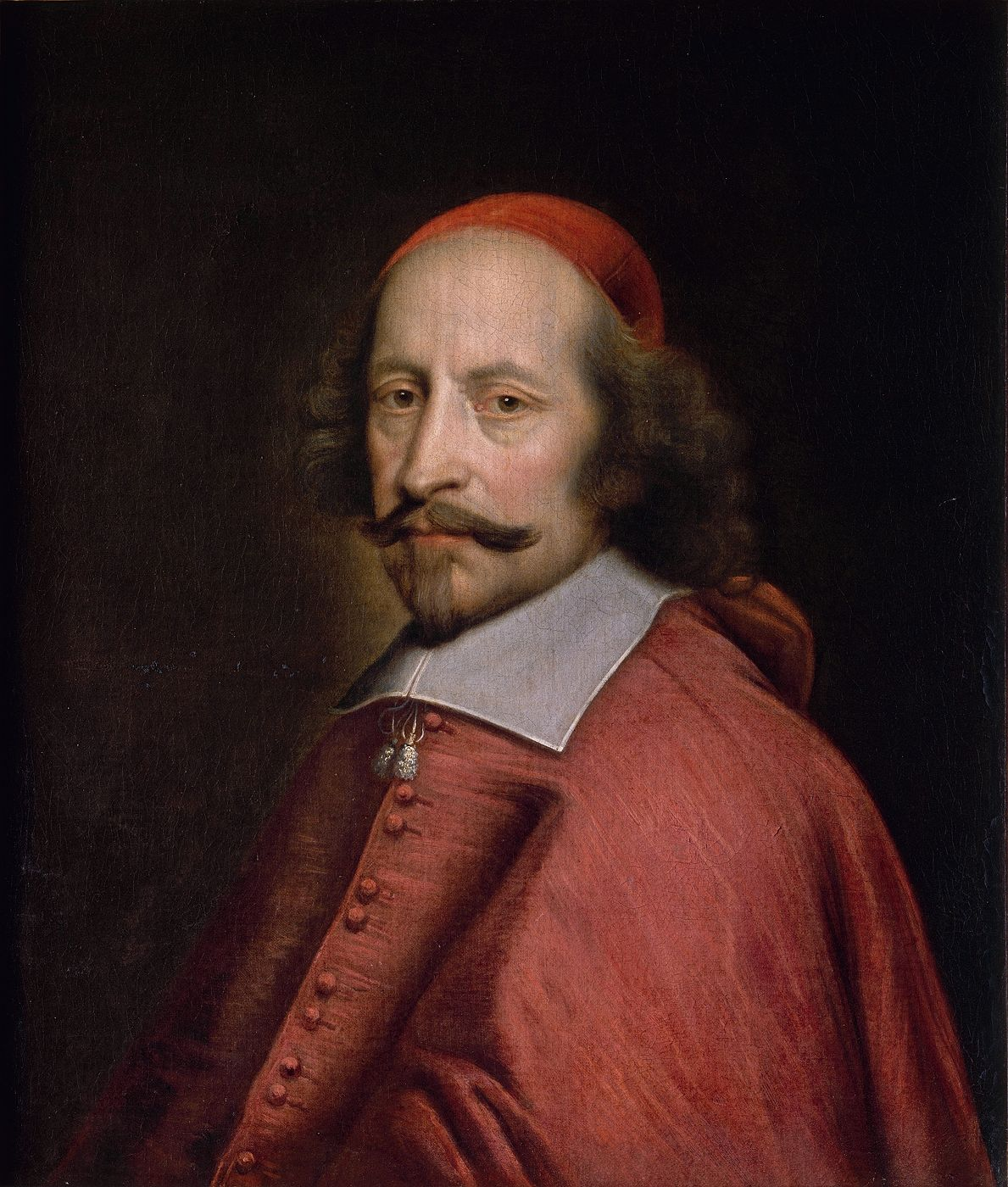
Il cardinale Giulio Mazarino

Già nel corso del primo anno del suo protettorato Oliver Cromwell aveva trattato con il cardinale Mazarino un'alleanza anglo-francese contro gli spagnoli.
Egli riteneva che una separazione dei Paesi Bassi spagnoli dalla Spagna, anche se fosse andata inizialmente a favore della Francia, fosse comunque interesse dell'Inghilterra. In ogni caso sarebbe stato meglio condividerla piuttosto che lasciarle ad altri. La Francia si mostrò riconoscente, promettendo di rifiutare asilo ai membri della casa degli Stuart.
Nel marzo del 1657 fu siglato a Parigi un trattato con il quale gli inglesi si impegnavano a sostenere militarmente la Francia nella sua lotta nelle Fiandre contro la Spagna. La Francia avrebbe costituito un'armata di 20 000 soldati e l'Inghilterra avrebbe fornito un contributo di 6 000 Giubbe rosse, i reparti di fanteria del nuovo modello di esercito creato da Cromwell. Nel contempo una flotta inglese avrebbe dovuto condurre una campagna militare contro le fortificazioni costiere di Gravelines, Dunkerque e Mardyck e dopo l'occupazione di queste fortezze Gravelines avrebbe dovuto essere consegnata alla Francia mentre Dunkerque e Mardyk sarebbero andati all'Inghilterra.

### La guerra nelle Fiandre
L'armata alleata franco-inglese per l'invasione delle Fiandre fu posta sotto il comando dal maresciallo di Francia Henri de La Tour d'Auvergne-Bouillon, visconte di Turenne.
Gli spagnoli contrapposero agli anglo-francesi un'armata di 15 000 uomini, suddivisa in due Corpi, il corpo spagnolo delle Fiandre al comando di Don Giovanni d'Austria, un figlio illegittimo di Filippo IV di Spagna e da un corpo meno consistente, costituito da francesi ribelli (frondisti), al comando del principe di Condé. Il contingente spagnolo comprendeva inoltre circa 3 000 soldati anglo-irlandesi fedeli al re d'Inghilterra, al comando di Giacomo II Stuart, duca di York, fratello di quel Carlo II che egli e le sue truppe avrebbero voluto veder ritornare sul trono inglese.
La flotta inglese bloccò i porti fiamminghi ma con l'irritazione di Cromwell l'inizio della campagna militare di terra veniva costantemente rinviato. Il maresciallo Turenne trascorse l'estate del 1657 combattendo gli spagnoli in Lussemburgo e non fece alcun preparativo di attacco prima di settembre. Mardyck fu occupata il 9 settembre e consegnata alle truppe inglesi, ma Dunkerque fu posta sotto assedio solo nel maggio del 1658.
L'armata spagnola che cercò di rompere l'assedio di Dunkerque, fu sconfitta il 14 giugno nella battaglia delle Dune. Appena conseguito il risultato, il cardinale Mazarino consegnò la città agli inglesi i quali rispettarono l'accordo di mantenere i diritti della popolazione cattolica nella città conquistata.
Una parte delle truppe inglesi rimase agli ordini del Turenne aiutandolo a conquistare Gravelines ed altre città fiamminghe.

## Trattato di pace e conseguenze
La guerra tra la Francia e la Spagna terminò con la stipula del trattato dei Pirenei, il 7 novembre 1659. La guerra tra Inghilterra e Spagna, invece, si concluse nel settembre 1660, durante il regno di Carlo II, salito nuovamente al trono. Le ostilità si chiusero ufficialmente con il Trattato di Madrid del 1670, con il quale la Spagna riconosceva formalmente la sovranità dell'Inghilterra sulla Giamaica spagnola (o Colonia di Santiago, dal nome della capitale Santiago de la Vega), e sulle Isole Cayman; il risultato fu la costituzione della Colonia della Giamaica, peraltro sotto il controllo britannico già dal 1655.